# Izomorfie
Izomorfie je vzájemné zastupování atomů, iontů a skupin v krystalových mřížkách minerálů, což má za následek změny jejich chování, vystupování a vlastností. Izomorfie je velmi rozšířená mezi granáty.
Zjednodušeně řečeno se jedná o mineralogický jev, kdy se nerosty s obdobným chemickým vzorcem (CaCO3, MgCO3) shodují v krystalickém tvaru (struktuře).
K tomu, aby mohlo k izomorfii docházet je potřeba, aby zaměňované částice splňovaly základní kritéria v podobnosti:
- rozměrů - stejně velké částice mohou zaplňovat místa za stejně velké částice snadněji, jelikož vyplňují stejně velké místo
- valence - nutný stejně velký náboj
- koordinace
- polarizace

## Typy izomorfie
Izomorfie může být izovalentní, kdy se zastupují částice se stejným iontovým nábojem například Hf za Zr a nebo heterovalentní, kdy dochází k valenční kompenzaci.